# Dino Arslanagić
Dino Arslanagić (Nijvel, 24 april 1993) is een Belgische voetballer van Bosnische origine, die sinds juli 2021 voor Göztepe speelt.

## Carrière

### Jeugd
Arslanagić groeide op in Lowingen. Hij werd opgeleid bij Excelsior Moeskroen, maar trok in zijn jeugd naar Lille OSC. Zijn ouders vreesden voor de voetbalcarrière van hun zoon toen Moeskroen in financiële moeilijkheden kwam. Ze zaten samen met het bestuur, dat toegaf dat de toekomst van de club onzeker was. Vervolgens verhuisde de verdediger naar het buitenland. Bij Lille bereikte hij de B-kern. Na twee seizoenen keerde hij terug naar België. In de zomer van 2011 tekende de toenmalige Belgische jeugdinternational een contract voor twee seizoenen bij Standard Luik.

### Standard Luik
In het seizoen 2012/13 maakte Arslanagić onder trainer Mircea Rednic zijn debuut voor Standard. De centrale verdediger mocht op 29 november 2012 in de basis starten in een bekerduel tegen KRC Genk. De Rouches verloren met 1-0.

### Antwerp
Bij de start van het seizoen 2017/18 werd de verdediger aangetrokken door Antwerp, dat net naar eerste klasse gepromoveerd was. Hij bleef er drie seizoenen.

### KAA Gent
In juni 2020 was Arslanagić einde contract. Hij tekende daarop een contract bij KAA Gent voor twee seizoenen. Hij debuteerde er met een invalbeurt in de eerste wedstrijd van het seizoen 2020/21, op het terrein van STVV (eindstand 2–1).

## Statistieken
| Seizoen | Club                  | Land            | Competitie         | Competitie | Competitie | Beker | Beker | Supercup | Supercup | Europees | Europees | Totaal | Totaal |
| Seizoen | Club                  | Land            | Competitie         | Wed.       | Dlp.       | Wed.  | Dlp.  | Wed.     | Dlp.     | Wed.     | Dlp.     | Wed.   | Dlp.   |
| ------- | --------------------- | --------------- | ------------------ | ---------- | ---------- | ----- | ----- | -------- | -------- | -------- | -------- | ------ | ------ |
| 2012/13 | Standard Luik         | Vlag van België | Jupiler Pro League | 11         | 1          | 1     | 0     | —        | —        | —        | —        | 12     | 1      |
| 2013/14 | Standard Luik         | Vlag van België | Jupiler Pro League | 17         | 0          | 2     | 0     | —        | —        | 10       | 0        | 29     | 0      |
| 2014/15 | Standard Luik         | Vlag van België | Jupiler Pro League | 28         | 2          | 1     | 0     | —        | —        | 6        | 0        | 36     | 2      |
| 2015/16 | Standard Luik         | Vlag van België | Jupiler Pro League | 21         | 1          | 3     | 1     | —        | —        | 0        | 0        | 24     | 2      |
| 2016/17 | Standard Luik         | Vlag van België | Jupiler Pro League | 1          | 0          | 0     | 0     | 1        | 0        | 0        | 0        | 2      | 0      |
| 2016/17 | Royal Excel Moeskroen | Vlag van België | Jupiler Pro League | 18         | 1          | 0     | 0     | —        | —        | 0        | 0        | 18     | 1      |
| 2017/18 | Royal Antwerp FC      | Vlag van België | Jupiler Pro League | 19         | 2          | 1     | 1     | —        | —        | 0        | 0        | 20     | 3      |
| 2018/19 | Royal Antwerp FC      | Vlag van België | Jupiler Pro League | 37         | 1          | 0     | 0     | —        | —        | 0        | 0        | 37     | 1      |
| 2019/20 | Royal Antwerp FC      | Vlag van België | Jupiler Pro League | 23         | 0          | 3     | 0     | —        | —        | 0        | 0        | 26     | 0      |
| 2020/21 | KAA Gent              | Vlag van België | Jupiler Pro League | 16         | 0          | 0     | 0     | —        | —        | 0        | 0        | 16     | 0      |
| Totaal  | Totaal                | Totaal          | Totaal             | 179        | 8          | 11    | 2     | 1        | 0        | 16       | 0        | 207    | 10     |

1 Nardi ·
2 Mitrović ·
3 Brown ·
4 Watanabe ·
5 Kandouss ·
6 Gandelman ·
7 Hong ·
8 Gerkens ·
9 Sonko ·
10 Omgba ·
11 Cuypers ·
12 Gambor ·
13 De Sart ·
14 Vanzeir‎ ·
16 Schmidt ·
17 Hjulsager ·
18 Samoise ·
19 Surdez ·
21 Agbor ·
22 Fadiga ·
23 Torunarigha ·
24 Kums  ·
25 Fortuna ·
26 Fortin ·
28 Fernandez Pardo ·
29 Depoitre ·
30 De Schrevel ·
33 Roef ·
Coach: Vrancken
· Assistent-coach: Balette
· Assistent-coach: Milićević
· Keeperstrainer: Vandendriessche